# 阻塞弾発射機

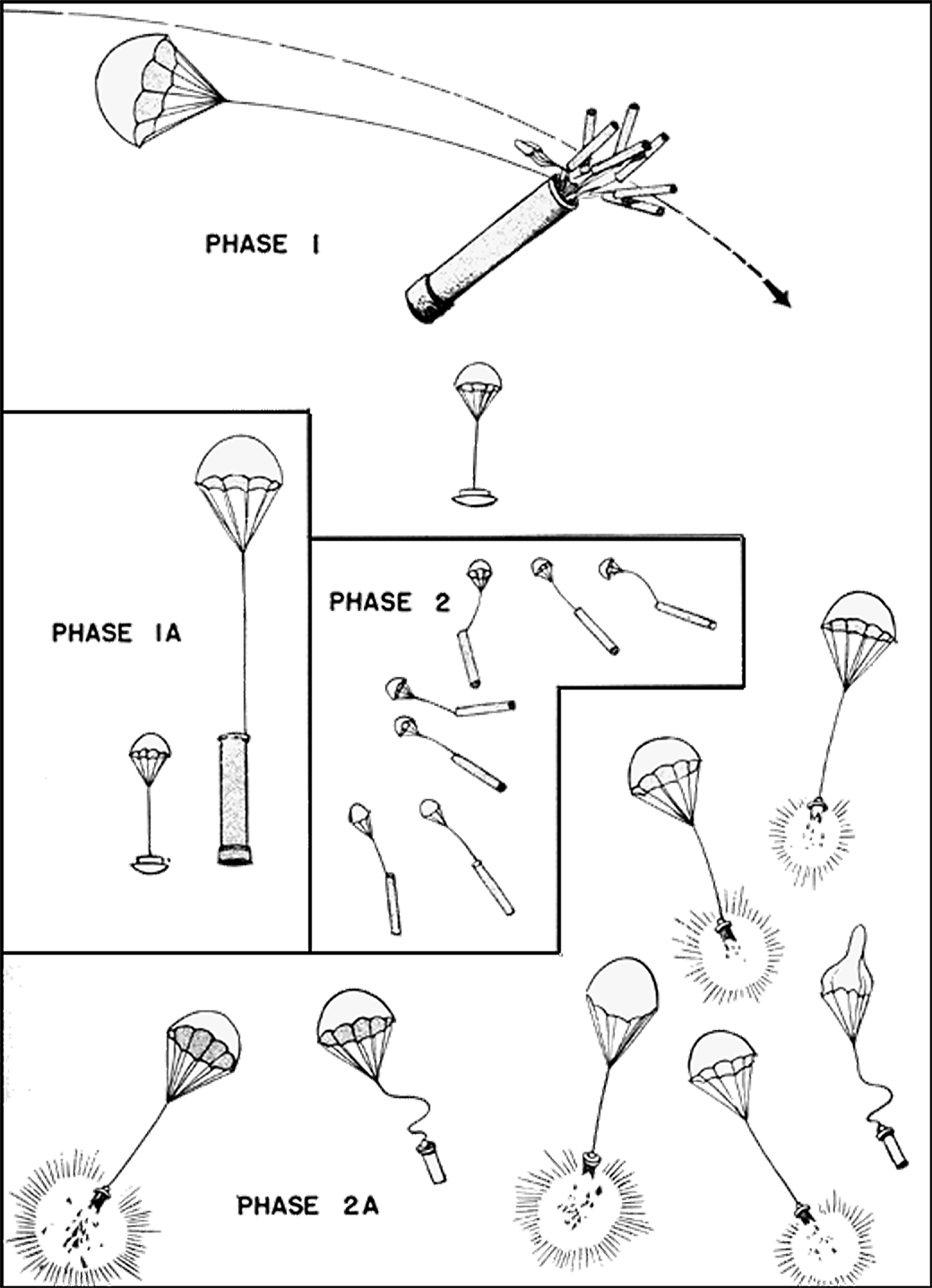
アメリカ陸軍による、阻塞弾の概念図。七糎阻塞弾の内部には7個の子弾が収容され、火薬によって打ち出される。ばらまかれた子弾内部には爆筒が各1個収められており、爆筒は子弾から更に打ち出される。爆筒はケーブルへの接触によって炸裂する。本図では爆筒が描かれず、子弾が直接炸裂するように誤って描写されている。

阻塞弾発射機（そさいだんはっしゃき）とは第二次世界大戦中に日本軍が開発した対空兵器の俗称である。発射器の名称は七糎打上筒および八糎打上筒である。また昭和15年から昭和17年まで口径4cmの打上筒と弾薬が開発されたがこれは実用には至らなかった。

## 概要
開発のコンセプトは、超低空に侵入し攻撃をかける敵機から部隊を防御するため、低空に浮遊する弾幕を作るというものである。弾幕を構成する砲弾は阻塞弾と呼ばれた。七糎打上阻塞弾は内部に7個の子弾を詰めており、高度400mほどに打上げられた後に破裂して子弾を放出する。子弾の内部には1個の爆筒が収められ、子弾はこの爆筒をさらに打ち出し、50mほどの距離に散布する。子弾のケーブル長が1mの場合、カーチスP40の受弾面積は18m2と計算された。爆筒の間隔が上下左右約25mの時、命中公算は3%と算定された。阻塞弾数発を打上げてこの上下左右25mの圏内に爆筒20個が浮遊する場合には命中公算が15%となり、さらにこうした弾幕地帯が複数存在すれば命中公算は50%程度になると見込まれた。またケーブル長を伸ばすことで命中公算が高くなった。用法としては筒を多数陣地に配備し、連続発射によって弾幕を作った。砲列を作るには、風上に向かって支柱を地面に刺し、風速と高度に応じて射角を与える。陣地には20門程度を配備し、毎分20発程度を打上げる。
この兵器の長所は多かった。
- 量産が容易で軽量
- 訓練未熟な兵員でも扱え、照準不要
- 夜間でも照明無しに使用可能
- 輸送船上やジャングルでも使用が可能

ただし以下の欠点があった。
- 有効高度が低い
- 相当多数の弾薬を必要とする
- 連続した陣地から一斉に弾幕を構成する必要がある

この発射器と弾薬は、陸軍技術本部が昭和15年から開発を行っており、同年11月の富士演習場における機甲演習において初公開された。昭和16年10月には各種機関に実用試験を依託し、改修を加えれば実用価値があると評価された。ただし改修内容は打上げ高度を800mに延長するなど実現が難しく、整備は改修を加えないままに進められた。七糎打上筒の仮制式制定は昭和19年8月の改修後である。昭和19年3月には試製八糎打上筒と弾薬が完成し、5月10日に仮制式制定された。
阻塞弾は海軍も使用し、呉軍港への空襲の際に5機の敵艦載機を撃墜したとされる。

### 七糎打上筒

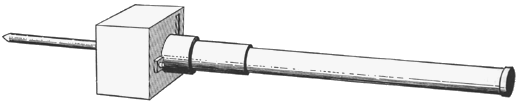
七糎打上筒。左方の支柱を地面に刺して射角を与える。筒身は筒底で合体し、筒底は床板と2個のボルトで接続されている。この筒は陣地に数十門を配備し、多数の弾薬を打上げて対空弾幕を構成した。床板、右側に描かれているものはボルトを締めるスパナである。

一般的な継ぎ目無し鋼管で長さ820mmの筒身が製造された。筒身は筒底にネジ状にはめこまれ、筒底はブロック状の床板に2本のボルトで結合される。床板には長さ350mmの支柱が通され、後方へ長く伸びている。この支柱は地中へと埋め込まれた。筒底の中央部には撃針がねじ込まれており、阻塞弾を落とし込むと弾薬底部の雷管を撃針が突いて発射薬に点火する。撃針は折損が多かったため予備が9個付属した。昭和19年作成の兵器臨時価格表によれば予定価格は1基300円である。九八式高射機関砲は24200円だった。
- 口径：70.2mm
- 筒身長：890mm
- 地上高：1410mm
- 重量：約24.6kg

### 八糎打上筒
試作は名古屋造兵廠熱田製造所による。構造は七糎打上筒とほぼ同様である。筒身に3インチガス管を利用した。 基準としては10筒を集中使用した。昭和19年作成の兵器臨時価格表によれば予定価格は1基400円である。
- 口径：81.3mm
- 筒身長：890mm
- 全長：1410mm
- 重量：28.63kg

## 弾薬
阻塞弾には様々な種類が存在する。
- 七糎打上阻塞弾は高度400mで破裂、7個の子弾を放出、子弾はさらに破裂して爆筒を約50mの範囲に散布する。爆筒はケーブルの先の吊傘によって毎秒2mで落下する。滞空時間は約3分[3]。爆筒は飛行機との接触によって触発信管が作動し爆発する。距離1mでの有効な破片は30個であり、接触状態での爆発では機体に15cmほどの破孔を開けた。打上筒の射角は80度から45度とされた[13]。落下する外筒や不発弾は兵員を傷つけるおそれがあった。爆筒は安全布を介してケーブルと摩擦式の発火装置がつながっており、12kgほどのテンションをかけることで発火した[14]。したがってケーブルを引くことは禁止された。不発のまま落下した場合に備えて、爆筒の外面にはアブナイサハルナ（危ない触るな）と表示されていた。不発弾の清掃に当たっては鋭利なハサミで爆筒直後からケーブルを切断し、静かに容器に収容、集めた後に爆破処分するか水中に投棄する[14]。
  - 全長：275mm
  - 直径：69.6mm
  - 全備弾量：約2.4kg
  - 子弾重量：150g
  - 爆筒重量：85g
  - 吊索長：1m

- 試製四式打上自爆阻塞弾。昭和19年3月に完成した八糎打上筒用の弾薬である。射角80度での最大射程は約1,000m。9割が爆筒の展開に成功、爆筒は7.5m毎秒で落下ののち、高度約600mで自爆した。機能は良好で、直ちに量産に移れるとされた[11]。外形は先端部が丸みを帯びた円錐形、弾体は筒状で後部に尾翼がつけられている。内部には爆筒1個が収められている[15]。射角80度から45度で使用する。45度以下で発射しようとすると不発となる [12]。
  - 全長：約540mm
  - 直径：弾体38mm、翼部80.5mm
  - 全備弾量：1.94kg
  - 爆筒重量：520g
  - 爆筒炸薬：125g
  - 威力半径：9m

- 試製四糎打上阻塞弾。昭和17年3月に完成した個人防御用の弾薬である。発射は燐寸発火装置を使用。有効高度は100m、高度70mにて自爆。実用に至らず[16]。
- 試製七糎打上目標弾。高射機関砲の目標用として開発された。昭和17年12月完成。高度1,000mまで打上げ可能[16]。
- 試製打上自爆阻塞弾。高度430mで子弾を散布、高度160mで自爆する。威力は距離10mで主翼を貫通、距離5mでガソリンタンクを貫通。距離1mでエンジンシリンダーを貫通した[16]。
- 試製三式目標弾。高射機関砲用の目標弾である。昭和18年7月、実用試験[17]。
- 試製三式阻塞弾。昭和19年1月に完成した。最大射程は約1,000m。開発は東京第一造兵廠による。散布、自爆機能は良好に作動した[17]。
- 試製四式阻塞煙弾。爆筒のかわりに発煙筒が収められ、80秒間発煙する。これは機上の敵に恐怖感を与えるためのものだった[8]。
- 試製四式照明弾。昭和19年9月に製造された[8]。